# Nationaal park Dadia-Lefkimi-Soufli
Het Nationaal park Dadia - Lefkimi - Soufli (Grieks: Εθνικό Πάρκο Δάσους Δαδιάς - Λευκίμης - Σουφλίου, Ethnikó Párko Dásous Dadiás-Lefkímis-Souflíou),  is een Grieks nationaal park in het uiterste zuidoosten van het Rodopegebergte in de Griekse regio Oost-Macedonië en Thracië.
Het nationaal park is 428 000 hectare groot (72 900 ha strikt beschermd) en bestaat vooral uit pijnboom- en eikenbossen. Het park is vooral bekend om de roofvogels (36 van de in Europa 38 te vinden soorten) die er leven, waaronder de monniksgier, vale gier en aasgier. Het park zou de enige plek zijn waar de monniksgier nog broedt op de Balkan. In het gebied loopt ook een project voor natuurherstel van Rewilding Europe. 

## Geschiedenis
Het nationaal park werd opgericht in 2006.
Sinds 2014 is het park kandidaat om opgenomen te worden in de Werelderfgoedlijst.

### Bosbrand van 2023
Een grote bosbrand in augustus 2023 liet ongeveer 73.000 hectare (730 vierkante kilometer) afbranden in de buurt van Alexandroupoli, vooral in het bos van Dadia, waarbij 18 mensen omkwamen. Deze brand werd door EU-functionarissen "de grootste brand ooit geregistreerd in de EU" genoemd.

## Afbeeldingen

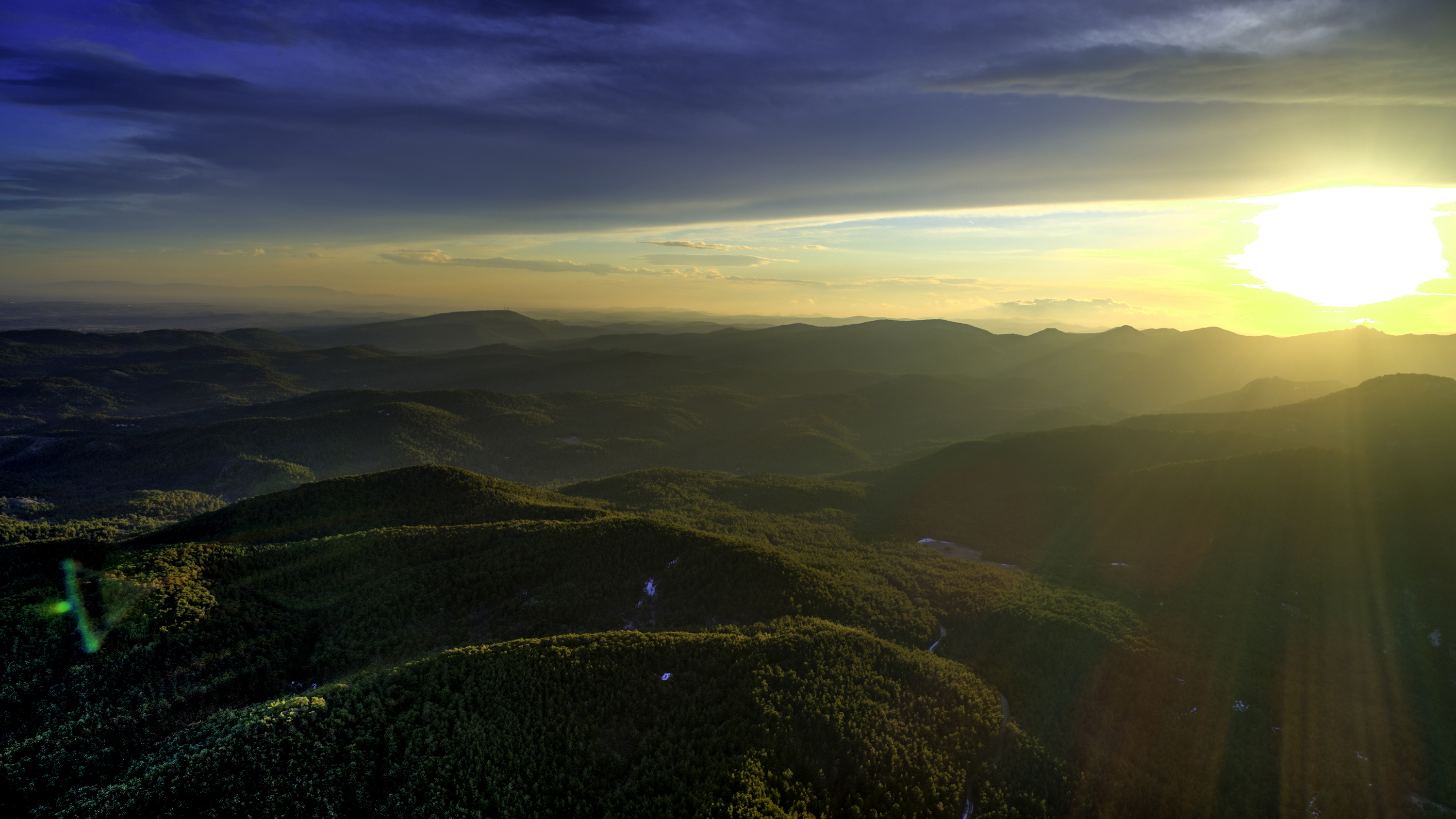
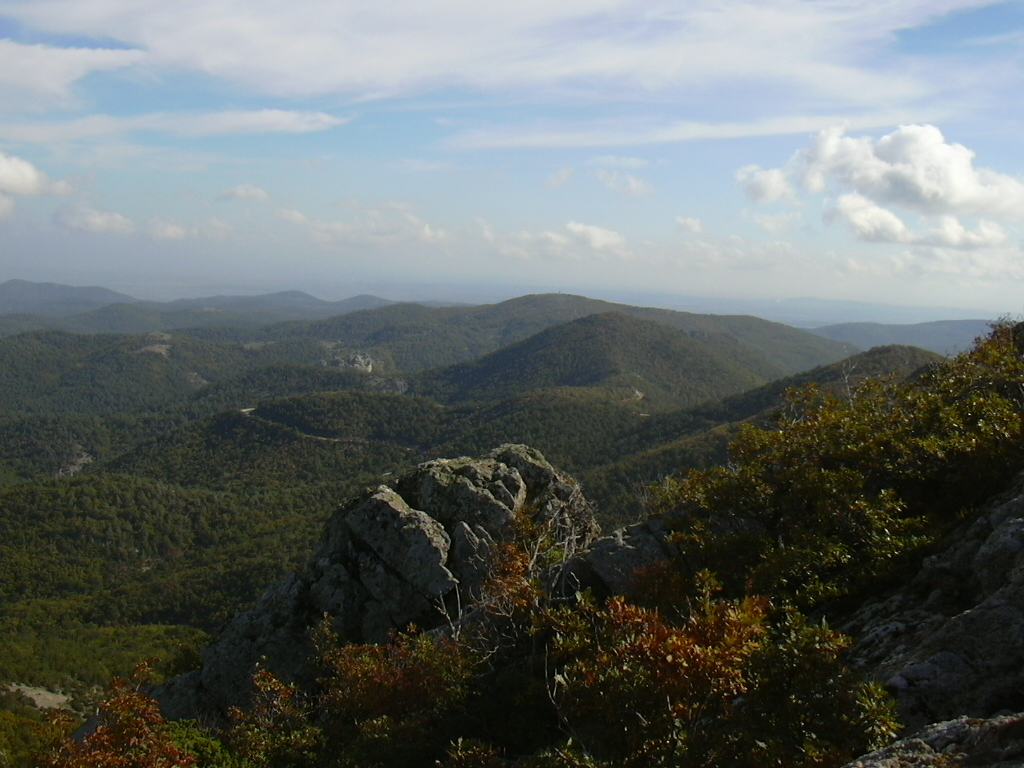
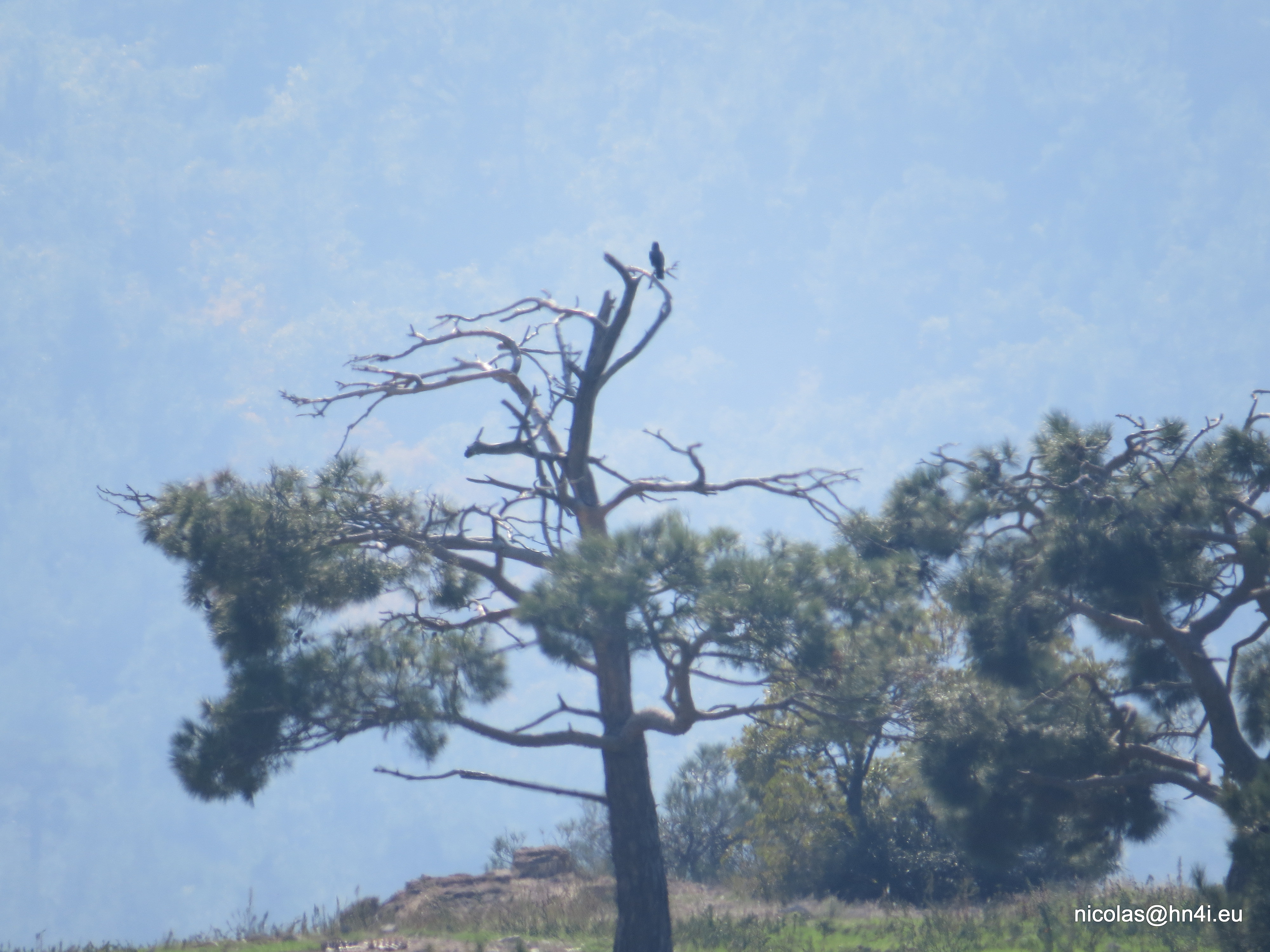